# Jordan Chiles
Jordan Lucella Elizabeth Chiles, född 15 april 2001, är en amerikansk gymnast.
Chiles var en del av USA:s lag som tog silver i lagmångkamp vid olympiska sommarspelen 2020 i Tokyo.
Vid OS 2024 ingick Chiles i det amerikanska laget som tog guld i lagmångkampen. Hon tog brons i det fristående programmet, efter att ha överklagat sin poäng, som efter granskning höjdes med en tiondel. Detta innebar att hon passerade rumänskan Ana Bărbosu som innan överklagande placerat sig på tredje plats. Rumänien överklagade, i sin tur Chiles överklagande, till CAS som meddelade att USA lämnat in sin protest efter 1 minut och 4 sekunder, vilket var fyra sekunder försent, och rekommenderade att Bărbosu skulle återfå sitt brons. Ärendet ligger nu hos IOK.